# Ctenophryne minor
Espèce
Statut de conservation UICN

 DD  : Données insuffisantes
Ctenophryne minor est une espèce d'amphibiens de la famille des Microhylidae.

## Répartition
Cette espèce est endémique du département de Cauca en Colombie. Elle n'est connue que dans la partie supérieure du bassin du Río Saija, entre 100 et 200 m d'altitude,. Toutefois son aire de répartition pourrait être plus importante, ce qui reste à confirmer.

## Description
Ctenophryne minor mesure de 32 à 43 mm pour les mâles et de 42 à 55 mm pour les femelles. Son dos est brun gris, taché de brun, et ses flancs sont noirs, ces deux zones étant séparées par une ligne rosâtre. Son ventre est noir avec de petits points bleu pâle.

## Étymologie
Son nom d'espèce, du latin minor, « petit », lui a été donné en référence à sa petite taille comparativement à celle de Ctenophryne geayi, l'espèce type de ce genre.

## Publication originale
- Zweifel & Myers, 1989 : A new frog of the genus Ctenophryne (Microhylidae) from the Pacific lowlands of northwestern South America. American Museum Novitates,  no 2947, p. 1-16 (texte intégral).